# 김병섭
김병섭(1921년 ~ )은 대한민국의 국악인이다. 전북 정읍에서 태어났다. 김학순에게서 설장구를 배웠다. 현재 김병섭 농악연습소에서 제자를 가르치고 있다.